# مارکو پرز
مارکو پرز (انگلیسی: Marco Pérez؛ زادهٔ ۱۸ سپتامبر ۱۹۹۰) بازیکن فوتبال اهل کلمبیا است که در پست مهاجم برای باشگاه آگیلاس دوراداس ریونگرو در لیگ سری آ کلمبیا بازی می‌کند.
وی همچنین در تیم ملی فوتبال زیر ۲۰ سال کلمبیا بازی کرده‌است.